# Das Hohe Haus
Das Hohe Haus (vollständiger Titel: Das Hohe Haus. Ein Jahr im Parlament) ist ein 2014 erschienenes Buch von Roger Willemsen.

## Inhalt
Willemsen besuchte ein Jahr lang die Sitzungen des Deutschen Bundestages und fasste seine Beobachtungen für das Buch zusammen. Außerdem studierte er im Nachhinein die Sitzungsprotokolle.
Das Buch ist in kurze Abschnitte gegliedert, die jeweils einem der beobachteten Sitzungstage entsprechen. Vor jedem Bericht gibt Willemsen einen kurzen Überblick über tagesaktuelle Themen aus Politik, Weltgeschehen, Sport oder Boulevard. Das Werk beginnt mit der Neujahrsansprache 2012 von Angela Merkel und endet mit ihrer Ansprache des Jahres 2013 sowie der Aufzählung einiger Beschlüsse, die unmittelbare Auswirkungen auf die Bevölkerung haben, insbesondere im Bereich der Sozialpolitik.
In seinen einzelnen Berichten geht Willemsen auf die verhandelten Themen und die Sprecher ein, beschreibt ihre Vortragsweise, Mimik, Gestik und Kleidung. Zugleich betrachtet er das Verhalten der anderen Parlamentarier und Regierungsmitglieder, das sich in Desinteresse, Zwischenrufen oder Zustimmung ausdrückt. Auch das ungleichmäßige Eingreifen des Parlamentspräsidenten und seiner Stellvertreter bei Verstößen gegen die Sitzungsordnung wird thematisiert. Einzelne Abgeordnete wie Franz Müntefering und Martin Lindner trifft Willemsen außerhalb der Sitzungen an. In seinen Beobachtungen ist der Autor nicht objektiv, sondern gibt eigene Wertungen zum Gesehen ab. Auffällig ist für ihn u. a., dass insbesondere Die Linke von den Vertretern der anderen Parteien, auch der Opposition, gemieden wird.
In den Zeitraum der Betrachtungen fallen u. a. das Hochwasser 2013, der Schlaganfall von Agnes Alpers im Sitzungssaal, die Proteste in der Türkei 2013, die Folgen der Eurokrise, Debatten um Drohnen der Bundeswehr und den Afghanistankrieg, die Kontroversen um Dirk Niebels Personalpolitik die Globale Überwachungs- und Spionageaffäre, die Ablehnung der Frauenquote, die Bundestagswahl 2013 und die Vereidigung Merkels im Dezember 2013 nach einer langen Übergangsphase. 
Neben dem Plenum beschreibt Willemsen auch die anderen Besucher sowie Fotografen, Journalisten und Ehrengäste auf der Tribüne sowie die Mitarbeiter des Bundestages.
Im Nachwort zur Taschenbuchausgabe aus dem Jahr 2015 geht Willemsen auch auf Kritik an seinem Werk ein und legt als Problem dar, dass tatsächliche Entscheidungsprozesse im Bundestag intransparent bleiben. Die Gründe dafür liegen seines Erachtens im Lobbyismus und dem Ausschluss der Öffentlichkeit bei Ausschusssitzungen, sodass bei den eigentlichen Bundestagssitzungen jede Partei lediglich ihren Standpunkt vertritt, sich aufgrund der Fraktionsdisziplin aber in der Regel die Haltung der Regierung durchsetzt. Dadurch sei eine Kontrolle der Regierung durch das Parlament nicht gegeben. In diesem Zusammenhang verweist er regelmäßig auf Art. 38 Abs. 1 Satz 2 Grundgesetz.
Das Buch enthält außerdem einen Nachruf auf Dieter Hildebrandt.

## Rezeption
Die 2014 bei Roof Music erschienene Hörbuchadaption erhielt im Jahr 2015 den Deutschen Hörbuchpreis.
Jens Bisky betonte in seiner Buchbesprechung, dass Willemsen sich keiner „dünkelhaften Pauschalverachtung für die Parlamentarier“ hingibt und sein Werk „interessante Überlegungen“ beinhalte. Überwiegend betrachtete er Das Hohe Haus aber negativ und warf dem Autor u. a. vor, „nicht politisch argumentieren“ zu wollen.
Nina Poelchau sah Willemsens Beobachtungen als „hinreißend“ an, jedoch könne er „die komische Welt“ letztlich nicht erklären.
Thomas Kliemann beschrieb das Buch im General-Anzeiger als „phasenweise arg zäher Chronistenbrei, was nicht am Autor liegt, der aus der ödesten Bundestagsfragestunde noch literarische Funken schlägt“. Willemsen habe jedoch „leider 200 Seiten zu viel geschrieben“.
Majid Sattar bezeichnete das Werk als „interessantes Projekt“ und lobte insbesondere Willemsens Sprachanalysen. Er betonte jedoch auch, der Autor habe das Projekt nicht „voraussetzungslos“ und nicht „mit freiem Blick auf das Prinzipielle“ durchgeführt.